# Adem Asil
Adem Asil (Alexandria, 1999. február 21. –) Európa-bajnoki ezüstérmes egyiptomi születésű török tornász.

## Életpályája
1999-ben született az egyiptomi Alexandriában, Abdelrahman Elzamzamy néven. Az egyiptomi  válogatott tagjaként részt vett a 2017-es tornász-világbajnokságon, Montréalban, ahol a legjobb eredménye (győrűn) egy 30. hely volt, ugyanakkor a férfi egyéni összetett mezőnyében a 37. helyen végzett. A jobb edzési feltételek reményében török állampolgárságért folyamodott, melyet 2018 elején meg is kapott, s így már márciusban, az azeri fővárosában, Bakúban rendezett torna világkupán első alkalommal versenyzett török színekben.
2020-ban, a hazai rendezésű mersini férfi tornász-Európa-bajnokság csapatversenyében ezüstérmet szerzett, a következő évben pedig, a Bázelben rendezett 2021-es tornász-Európa-bajnokságon bronzéremmel zárta a nyújtó döntőjét. Ugyanitt talajon a 6. lett, míg az ugrás és a gyűrű versenyszámát – mindkét esetben – a 9. helyen fejezte be.